# Queen Latifah
Dana Elaine Owens (Newark, 18 de marzo de 1970), más conocida por su nombre artístico Queen Latifah, es una cantante, rapera y actriz estadounidense. Su trabajo en la música, televisión y cine le ha merecido un Grammy y otras cinco nominaciones a estos premios, una nominación a un Emmy y una nominación al Óscar a la Mejor actriz de reparto.

## Biografía

### Carrera musical
Su nombre real es Dana Elain Owens, hija de Lancelot y Rita Owens. Al inicio de su carrera, fue miembro de Flavor Unit, (sello discográfico que actualmente le pertenece) que, en aquel momento, eran un grupo de presentadores que se reunían alrededor del productor DJ Mark the 45 King. También fue miembro de Nation of Gods and Earths, de la Faradian Islam, formada por los musulmanes afroamericanos. Después de lograr el éxito, DJ Mark the 45 King empezó a abusar de las drogas, y Latifah salió del equipo, formando su propia empresa de management con ayuda de Jake Abrams.
Latifah empezó su carrera haciendo el beatboxing para el grupo de rap Ladies First. En 1988, DJ Mark the 45 King oyó una demo de un sencillo de Latifah ("Princess of the Posse") y se la dio a Fab Five Freddy, que era el productor de Yo! MTV Raps. Freddy ayudó a Latifah a firmar con Tommy Boy Records, que produjo su primer álbum, All Hail the Queen, en 1989, cuando tenía 19 años. En el mismo año, apareció como invitada en Reino Unido para la grabación del disco en vivo "1989—The Hustlers Convention (live)". Su debut tuvo éxito comercial y por parte de la crítica, y fue seguido por los álbumes Nature of a Sista and Black Reign, consiguiendo un Grammy por su sencillo, U.N.I.T.Y. En 1998, realizó su cuarto álbum de hip hop; Order in the Court. En 2004 cambió su registro publicando un disco donde fusionaba el soul y el jazz, The Dana Owens Album.
El 11 de julio de 2007, realizó su debut en Hollywood Bowl en Los Ángeles con una actuación en un concierto de jazz ante un público de 12400 personas, apoyada por una orquesta de diez instrumentos y tres vocalistas, llamada The Queen Latifah Orchestra. En el concierto, interpretó nuevas versiones de clásicos como California Dreaming de The Mama's and The Papa's.
Latifah publicó su disco Trav'lin' Light el 25 de septiembre de 2007 cantando sus propias versiones de clásicos.
Su álbum Persona salió a la venta en julio de 2009.

### Carrera actoral

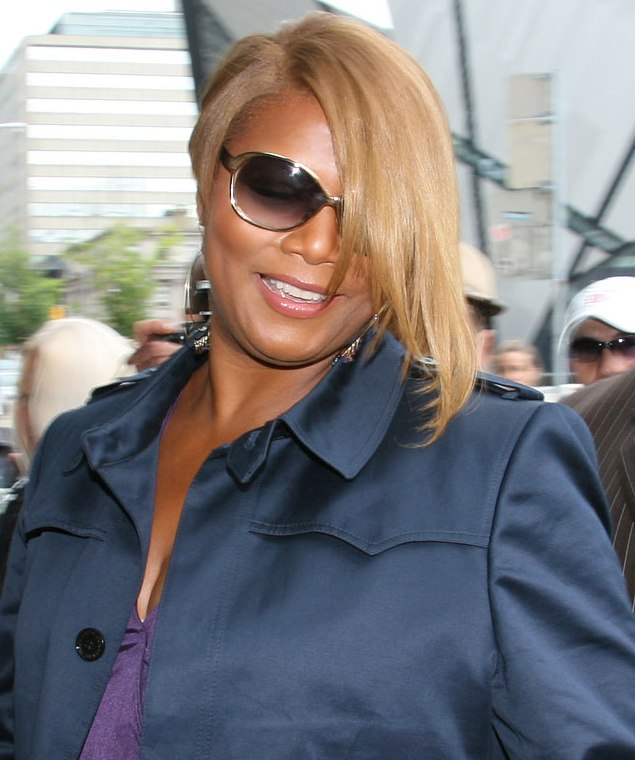
Queen en el Festival Internacional de Cine de Toronto de 2008.

Desde 1993 a 1998, tuvo un papel protagonista en Living Single, una sitcom de la Fox; donde interpretó parte de la banda sonora. En 1991 empezó su carrera en el cine con papeles secundarios para películas como House Party 2, Juice y Fiebre Salvaje.
Interpretó a Cleopatra "Cleo" Sims, una delincuente lesbiana en el éxito de taquilla, Set It Off, junto a Jada Pinkett y Vivica A. Fox y, su papel secundario en la película de Holly Hunter, Living Out Loud (1998) año en el que también apareció en la película Mama Flora's family. Posteriormente realizó el papel de Thelma en la adaptación al cine de la novela de Jeffrey Deavers El coleccionista de huesos junto a Denzel Washington y Angelina Jolie. Aunque logró tener buenas críticas por su trabajo, se ganó el éxito y el respeto de la industria con el papel de Matron "Mama" Morton, en el multipremiado musical Chicago. Latifah recibió una nominación al Óscar a la Mejor actriz de reparto por su papel. En 2003 coprotagonizó con Steve Martin el filme ¡Se montó la gorda!, que fue un gran éxito de taquilla. Desde entonces, ha realizado multitud de papeles con variados resultados de taquilla y crítica, incluidos Scary Movie 3, Barbershop 2: Back in Business, Taxi, Kung Faux, y Beauty Shop.
A finales de 2006 participó en la tragicomedia Las últimas vacaciones. El crítico de cine Richard Roeper declaró que "es lo que esperaba de Queen Latifah desde sus primeros trabajos". También por esas fechas, dio voz a Ellie, un amigable mamut en el filme de animación, Ice Age: The Meltdown (su primera aparición en una película de este tipo). También apareció en el drama Más extraño que la ficción, y en un remake de Hairspray, interpretando a Motormouth Maybelle junto a John Travolta, personaje en el que por segunda ocasión hizo gala de la privilegiada voz que la caracteriza. También protagonizó la versión de la adaptación al cine de "Steel Magnolias" y un tercer proyecto en el que sorprendió al público cantando "Joyful Noise" película en la cual comparte pantalla con Dolly Parton. La película Life Support que protagoniza y produce, recibió críticas positivas, al ser una conmovedora adaptación de una historia de la vida real.
Ha protagonizado varios remakes como: Taxi, Las últimas vacaciones, una nueva versión de la obra de teatro Steel Magnolias, Hairspray, cuatro secuelas de House Party 2, Scary Movie 3, La Barbería 2: Vuelta al negocio, Ice Age: The Meltdown, y un spin-off, Beauty Shop, además de una película basada en un libro El coleccionista de huesos y musicales, Chicago y Hairspray.

### Otros trabajos

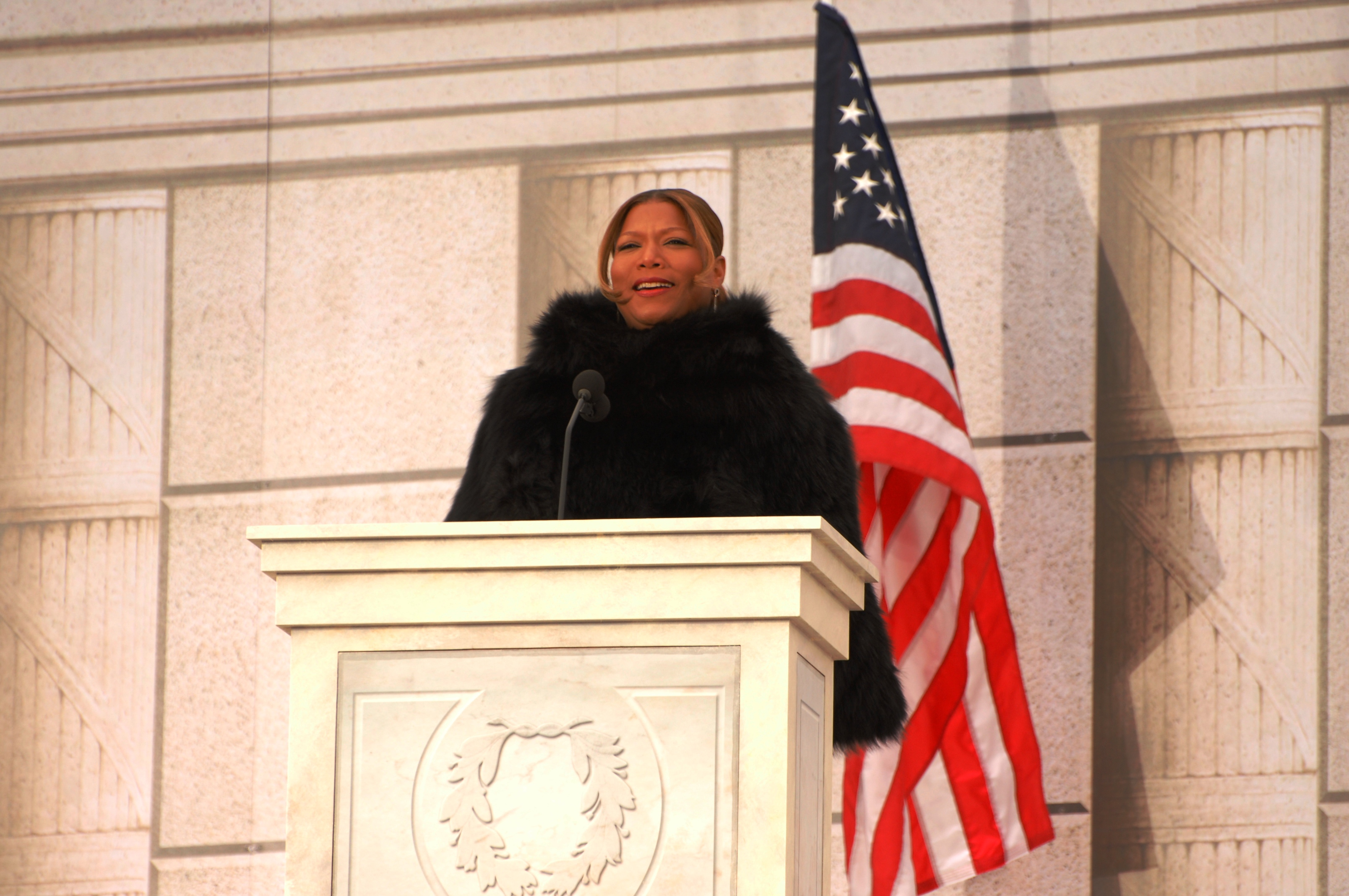
Queen en la presentación inaugural del presidente Barack Obama.

Latifah es la imagen de la compañía de cosméticos Cover Girl, la de ropa interior Curvation ladies underwear, y Pizza Hut. Ha diseñado su propia línea de cosméticos para mujeres de color llamada Queen Collection y ha protagonizado numerosos anuncios para la marca. Tuvo su propio programa de confesiones, The Queen Latifah Show, desde 1999 a 2001. Además, en 2012 lanzó su línea de ropa "Queen Collection" con diseños exclusivos creados por ella misma; y su línea de fragancias "Queen" y "Queen of Hearts" disponibles en el mercado desde años anteriores.
Latifah es uno de los dos artistas de hip-hop que han tenido una nominación al Premios Óscar. El otro es Will Smith (Mejor Actor, Ali  2001, y Mejor Actor, La Búsqueda de la Felicidad, 2007).
En 2007, comentó su vida y carrera públicamente en un programa de entrevistas llamado The Actors Studio, emitido en el canal de cable Bravo!. Durante la emisión, lloró al recordar a su hermano Lance, quien falleció en un accidente con una motocicleta que ella misma le obsequió.

### Vida privada
Queen es de ascendencia afroamericana e indioamericana. El hermano mayor de Latifah, Lance, murió en un accidente con una moto que ella le había regalado. Latifah llevó la llave de la moto alrededor del cuello durante años, lo cual se observa claramente en el videoclip musical de su canción "U.N.I.T.Y". También le dedicó su hit Black Reign. En 1993, Latifah fue víctima de un asalto a su coche, con el resultado de un disparo a un amigo suyo que iba en el asiento del copiloto. En 1996, fue arrestada por posesión de una pequeña cantidad de marihuana y una pistola cargada, dando por resultado una multa y una libertad condicional de dos años.
En su autobiografía, Ladies First: Revelations of a Strong Woman (1999), Latifah descubre cómo la muerte de su hermano la lleva a una fuerte depresión y al consumo de drogas, del que se ha rehabilitado.
Queen Latifah tiene otras dos hermanas y un hermano. Su madre es Rita Owens.
Debido a su papel de lesbiana en Set It Off y su gran sentido de la privacidad, varios tabloides han discutido sobre su orientación sexual. Latifah responde a esos rumores en su autobiografía "¿Es un insulto que alguien te diga "¿Eres gay?" No sería una mujer fuerte e independiente si esto me afectase." Queen Latifah aboga por el matrimonio entre personas del mismo sexo y los derechos del colectivo gay.
A finales de 2003, Latifah tuvo que realizarse una reducción de pecho debido a que su tamaño y peso le causaban dolores en la espalda. Realiza kickboxing.
En junio de 2009 confesó que había sufrido abusos sexuales de niña.

## Filmografía

### Cine
| Año  | Título                         | Papel                    | Notas                |
| ---- | ------------------------------ | ------------------------ | -------------------- |
| 1991 | Jungle Fever                   | LaShawn                  |                      |
| 1991 | House Party 2                  | Zora                     |                      |
| 1992 | Juice                          | Ruffhouse M.C.           |                      |
| 1993 | Who's the Man?                 | Ella misma               | Cameo                |
| 1993 | My Life                        | Theresa                  |                      |
| 1996 | Set It Off                     | Cleopatra 'Cleo' Sims    |                      |
| 1997 | Hoodlum                        | Sulie                    |                      |
| 1998 | Living Out Loud                | Liz Bailey               |                      |
| 1998 | Esfera                         | Alice "Teeny" Fletcher   |                      |
| 1999 | The Bone Collector             | Thelma                   |                      |
| 1999 | Bringing Out the Dead          | Amada de Dispatcher      |                      |
| 2002 | Chicago                        | Matron "Mama" Morton     |                      |
| 2002 | Roberto Benigni's Pinocchio    | Dove (voz en inglés)     |                      |
| 2002 | Brown Sugar                    | Francine                 |                      |
| 2002 | The Country Bears              | Cha-Cha                  |                      |
| 2003 | Scary Movie 3                  | Tía Shaneequa/The Oracle |                      |
| 2003 | Bringing Down the House        | Charlene Morton          | Productora           |
| 2004 | Taxi                           | Belle                    |                      |
| 2004 | The Cookout                    | Guardia de seguridad     | También productora   |
| 2004 | Barbershop 2: Back in Business | Gina Norris              |                      |
| 2005 | Beauty Shop                    | Gina Norris              | Productora           |
| 2006 | Stranger than Fiction          | Penny Escher             |                      |
| 2006 | Ice Age: The Meltdown          | Ellie                    | Voz                  |
| 2006 | Last Holiday                   | Georgia Byrd             |                      |
| 2007 | Hairspray                      | Motormouth Maybelle      |                      |
| 2007 | The Perfect Holiday            | Srta. Navidad            | Productora           |
| 2008 | Mad Money                      | Nina Brewster            |                      |
| 2008 | What Happens in Vegas...       | Dra. Twitchell           |                      |
| 2008 | The Secret Life of Bees        | August Boatwright        |                      |
| 2009 | Ice Age: Dawn of the Dinosaurs | Ellie                    | Voz                  |
| 2010 | Valentine's Day                | Paula Thomas             |                      |
| 2010 | Just Wright                    | Leslie Wright            | Productora           |
| 2011 | The Dilemma                    | Susan Warner             |                      |
| 2012 | Ice Age: Continental Drift     | Ellie / Sirena           | Voz                  |
| 2012 | Joyful Noise                   | Vi Rose Hill             |                      |
| 2013 | House of Bodies                | Nicole                   | Productora ejecutiva |
| 2014 | 22 Jump Street                 | Srta. Dickson            |                      |
| 2016 | Miracles from Heaven           | Angela                   |                      |
| 2016 | Ice Age: Collision Course      | Ellie                    | Voz                  |
| 2017 | Girls Trip                     | Sasha Franklin           |                      |
| 2022 | Hustle                         | Teresa                   |                      |
| 2022 | End of the road                | Brenda                   |                      |
| 2022 | The Tiger Rising               | Willie May               |                      |

### Televisión
| Year      | Title                          | Role                     | Notes                                                  |
| --------- | ------------------------------ | ------------------------ | ------------------------------------------------------ |
| 1991      | The Fresh Prince of Bel-Air    | Dee Dee / Marissa Redman | 2 episodios                                            |
| 1993–1998 | Living Single                  | Khadijah James           | Rol principal                                          |
| 1998      | Mama Flora's Family            | Diana                    |                                                        |
| 1999–2001 | The Queen Latifah Show         | Presentadora             | También creadora, productora ejecutiva.                |
| 2001      | Spin City                      | Robin Jones              | Episodio: "Yeah Baby!"                                 |
| 2002      | Living with the Dead           | Midge Harmon             | Película de televisión                                 |
| 2004      | Eve                            | Simone                   | Episodio: "Party All the Time"                         |
| 2004      | The Fairly OddParents          | Pam Dromeda (voz)        | Episodio: "Crash Nebula"                               |
| 2005      | 47.° Premios Grammy            | Presentadora             | Especial de TV                                         |
| 2005      | The Muppets' Wizard of Oz      | Tía Em                   |                                                        |
| 2007      | Life Support                   | Ana Wallace              | Productora                                             |
| 2008      | Sweet Blackberry Presents      | Narrator                 | 1 episodio                                             |
| 2010      | Entourage                      | Ella misma               | Episodio: "Porn Scenes from an Italian Restaurant"     |
| 2010      | 30 Rock                        | Regina Bookman           | 2 episodios                                            |
| 2010      | When I Was 17                  | Ella misma               |                                                        |
| 2011–2012 | Single Ladies                  | Sharon Love              | Recurrente; 4 episodios, también productora ejecutiva. |
| 2011      | Ice Age: A Mammoth Christmas   | Ellie                    | Voz                                                    |
| 2012      | Let's Stay Together            | Bobbie                   | 1 episodio, también productora ejecutiva.              |
| 2012      | Steel Magnolias                | M'Lynn                   |                                                        |
| 2013–2015 | The Queen Latifah Show         | Presentadora             | También creadora, productora ejecutiva.                |
| 2014      | Hot In Cleveland               | Tía Esther Jean Johnson  | Episodio: "Strange Bedfellows"                         |
| 2015      | Lip Sync Battle                | Ella misma               | Episodio: "Queen Latifah vs. Marlon Wayans             |
| 2015      | The Wiz Live!                  | El mago                  | Musical de NBC basada en The Wiz                       |
| 2016      | Ice Age: The Great Egg-Scapade | Ellie                    | Voz                                                    |
| 2016–2019 | Star                           | Carlotta Brown           | Elenco principal                                       |
| 2017      | Empire                         | Carlotta Brown           | Episodio: "Noble Memory"                               |
| 2017      | Flint                          | Iza Banks                |                                                        |
| 2019      | The Little Mermaid Live!       | Ursula                   | Especial de TV                                         |
| 2020      | Hollywood                      | Hattie McDaniel          | 2 episodios                                            |
| 2021      | The Equalizer                  | Robyn McCall             | Rol principal, también productora ejecutiva.           |

## Discografía
El primer álbum de Latifah, All Hail the Queen fue lanzado el 7 de noviembre de 1989 por Tommy Boy Records. El álbum fue un éxito moderado en los Estados Unidos, con el tiempo la venta de 150.000 copias, y 700.000 en todo el mundo. El álbum llegó al #124 de 200 álbumes Billboard la Tabla, y #6 en R&B Chart.
El segundo álbum de Latifah, Nature of a Sista fue lanzado el 3 de septiembre de 1991 por Tommy Boy Records. El álbum tuvo menos éxito, vendiendo 100.000 copias en los Estados Unidos y 500.000 copias por todo el mundo. El álbum llegó al #117 de Billboard 200 Albums Chart y una posición inferior en el R & B Gráfico de #32.
Latifah firmó un nuevo contrato discográfico en 1992 para Motown Records y lanzó su tercer álbum, Black Reign el 16 de noviembre de 1993. El álbum fue mucho mejor que sus lanzamientos anteriores, convirtiéndose en su primer álbum para obtener una certificación de oro en los Estados Unidos. El álbum trazado así, alcanzando el puesto #60 de Billboard 200 Albums Chart, y #15 en R&B Chart. El álbum ha vendido 500.000 copias en Estados Unidos y 1,5 millones en todo el mundo.
Después de un paréntesis de cinco años de la industria debido a la muerte de su hermano de Lance Owens, Latifah lanzó su muy esperado cuarto álbum, Order in the Court el 16 de junio de 1998 del Motown Records. El álbum mostró el mismo trato que su segundo disco, vendiendo 100.000 copias solo en los Estados Unidos y 500.000 copias por todo el mundo. El álbum le fue menor en las listas, alcanzando el puesto #95 en Billboard 200 Albums Chart, y #16 en R&B Chart.
En 2002, Latifah lanzó su primer recopilación de grandes éxitos titulado, Ella es la Reina: Una colección de éxitos a través de Motown Records. El álbum vendió, respectivamente, vendiendo 50.000 copias en los Estados Unidos y 370.000 en todo el mundo. El álbum trazado así, por lo que es a la #95 en Billboard 200 Albums Chart y #29 en R&B Chart.
En 2004, Latifah lanzó su quinto álbum de estudio, The Dana Owens Album través de A & M Records / Creatividad Batería / AEG Live. El álbum fue un gran éxito, vendiendo 2.000.000 todo el mundo, y 730.000 copias en los Estados Unidos. El álbum llegó al #16 en Billboard 200 Albums Chart, y #11 en la carta de R & B. El álbum también le valió su segundo álbum de disco de oro en Estados Unidos. El álbum sigue siendo su esfuerzo de venta más grande hasta la fecha.
En 2007, Latifah lanzó su sexto álbum de estudio, Trav'lin' Light' a través de Flavor Unit / Verve Records. El álbum le fue muy bien en Estados Unidos, vendiendo 700.000 copias y 2,5 millones de copias por todo el mundo. El álbum trazado así, por lo que es a la #11 en Billboard 200 Albums Chart, y #6 en la Tabla de R & B. El álbum también le valió su tercer álbum de disco de oro en Estados Unidos.
En 2009, Latifah lanzó su séptimo álbum, Persona través Flavor Unit / Universal Records. El álbum tuvo un éxito respetable, por lo que es a #25 en el Billboard 200 álbumes, y #3 enR&B Chart, por lo que es su esfuerzo más alto de gráficos. El álbum vendió 1,2 millones de copias en todo el mundo 350.000 copias en los Estados Unidos.
Con una carrera exitosa en la TV no quedó detrás en la música con 1 disco de oro y 2 de Platino en EUA vendió más de 10.000.000 Millones de Álbum en todo el mundo.
| Año  | Álbum                                 | Posición                    | Ventas                                      |
| ---- | ------------------------------------- | --------------------------- | ------------------------------------------- |
| 1987 | All Hail the Queen                    | US:124 US R&B: 6            | :700.000 EUA :150.000                       |
| 1991 | Nature of a Sista                     | US:117 US R&B: 32           | : 500.000 EUA :100.000                      |
| 1993 | Black Reign                           | EUA:60 EUA R&B: 15          | : 1.500.000 EUA :500.000 - EUA 1X oro       |
| 1998 | Order in the Court                    | US:95 US R&B:16             | : 500.000 EUA :100.000                      |
| 2002 | She's the Queen: A Collection of Hits | US:97 US R&B: 29            | : 500.000 EUA :90.000                       |
| 2004 | The Dana Owens Album                  | US:16 US R&B: 11            | : 2.000.000 EUA: 1.000.000 - EUA 1X Platino |
| 2007 | Trav'lin' Light                       | US:11 US R&BA: 6 US JAZZ: 1 | : 2.500.000 EUA: 1.000.000 - EUA 1X Platino |
| 2009 | Persona                               | US: 11 US R&B: 6            | : 1.200.000 EUA: 450.000                    |

## Apariciones especiales
- Big Bub - Need Your Love con Heavy D.
- Black Sheep - Roll Wit The Flava (Remix) con Treach, Kid Capri, Heavy D, D-Nice, Chip-Fu y Freddie Foxxx.
- Brandy - I Wanna Be Down (Remix) con MC Lyte y Yo-Yo.
- Chaka Khan - Pop My Clutch
- Channel Live - Temptations con Black Rob.
- Coldcut - Find A Way.
- David Bowie - Fame 90 (Remix)
- De La Soul - Buddy con Q-Tip, Jungle Brothers & Monie Love.
- Erykah Badu - Love Of My Life Worldwdie w/Bahamadia & Angie Stone.
- Freddie Foxxx - So Tough.
- Jungle Brothers - Doin Our Own Dang con A Tribe Called Quest, De La Soul & Monie Love.
- Living Colour - Under Cover Of Darkness
- Luther Vandross - Hit It Again
- Meredith Brooks - Lay Down (Candles In The Rain)
- Monifah - Fallin In Love.
- Naughty By Nature - Red Light
- Naughty By Nature - Sleepin On Jersey
- Naughty By Nature - Wickedest Man Alive
- Organized Noize - Set It Off con Andrea Martin.
- Pat Benatar - Love Is A Battlefield (Remix)
- Quincy Jones - Cool Joe, Mean Joe (Killer Joe) con Tone Loc & Nancy Wilson
- The Fresh Prince of Bel-Air - Dos apariciones como Dee Dee & como la actriz M. Redman
- Salt N Pepa - Friends con Mad Lion.
- Shabba Ranks - What 'Cha Gonna Do?
- Sly & Robbie - Woman For The Job
- The 45 King - Flavor Unit Assassination Squad w/Lakim Shabazz, Apache, Double J & Lord Alibaski
- Various - Freedom (Theme From Panther) con TLC, Aaliyah, Zhane, SWV, MC Lyte, Mary J. Blige, En Vogue, Salt N Pepa, Billy Lawrence, N'Dea Davenport, entre otras.
- Various - What's Going On (The Neptunes This Ones For You Mix) w/Mobb Deep, LL Cool J, Fabolous, Da Brat, N.O.R.E., Royce Da 5'9", Angie Martínez y Sonja Blade
- Zhane - Request Line (Remix)
- Alicia Keys, Queen Latifah & Kathleen Battle AMA